# Cedar Grove (Wisconsin)
Cedar Grove ist eine Gemeinde (mit dem Status „Village“) im Sheboygan County im US-amerikanischen Bundesstaat Wisconsin. Im Jahr 2010 hatte Cedar Grove 2113 Einwohner.

## Geografie
Cedar Grove liegt im Südosten Wisconsins, rund einen Kilometer vom Westufer des Michigansees entfernt. 
Die geografischen Koordinaten von Cedar Grove sind 43°34′11″ nördlicher Breite und 87°49′24″ westlicher Länge. Das Gemeindegebiet erstreckt sich über eine Fläche von 5,65 km² und wird von der Town of Holland umgeben, ohne dieser anzugehören.
Nachbarorte von Cedar Grove sind Oostburg (9,3 km nordnordöstlich), Hingham (15 km nordwestlich), Adell (16 km in der gleichen Richtung), Random Lake (13,3 km westlich), Fredonia (22 km südwestlich) und Belgium (9,4 km südsüdwestlich).
Die nächstgelegenen größeren Städte sind Green Bay (126 km nördlich), Appleton (114 km nordnordwestlich), Wisconsins Hauptstadt Madison (160 km westsüdwestlich), Wisconsins größte Stadt Milwaukee (69 km südlich) und Chicago in Illinois (212 km in der gleichen Richtung).

## Verkehr
Der Interstate Highway 43, der die kürzeste Verbindung von Milwaukee nach Green Bay bildet, verläuft in Nord-Süd-Richtung entlang der östlichen Gemeindegrenze von Cedar Grove. Der Wisconsin State Highway 32 führt als Hauptstraße durch Cedar Grove. Alle weiteren Straßen sind untergeordnete Landstraßen, teils unbefestigte Fahrwege sowie innerörtliche Verbindungsstraßen.
Parallel zum Ufer des Michigansees führt eine Eisenbahnlinie für den Frachtverkehr der Union Pacific Railroad (UP) durch Cedar Grove.
Mit dem Sheboygan County Memorial Airport befindet sich 25,6 km nördlich ein kleiner Flugplatz. Die nächsten Verkehrsflughäfen sind der Milwaukee Mitchell International Airport in Milwaukee (76,6 km südlich) und der Austin Straubel International Airport in Green Bay (126 km nördlich).

## Bevölkerung
Nach der Volkszählung im Jahr 2010 lebten in Cedar Grove 2113 Menschen in 842 Haushalten. Die Bevölkerungsdichte betrug 374 Einwohner pro Quadratkilometer. In den 842 Haushalten lebten statistisch je 2,51 Personen. 
Ethnisch betrachtet setzte sich die Bevölkerung zusammen aus 97,8 Prozent Weißen, 0,1 Prozent Afroamerikanern, 0,4 Prozent amerikanischen Ureinwohnern, 0,4 Prozent Asiaten sowie 0,5 Prozent aus anderen ethnischen Gruppen; 0,8 Prozent stammten von zwei oder mehr Ethnien ab. Unabhängig von der ethnischen Zugehörigkeit waren 3,3 Prozent der Bevölkerung spanischer oder lateinamerikanischer Abstammung. 
27,2 Prozent der Bevölkerung waren unter 18 Jahre alt, 57,8 Prozent waren zwischen 18 und 64 und 15,0 Prozent waren 65 Jahre oder älter. 49,8 Prozent der Bevölkerung waren weiblich.
Das mittlere jährliche Einkommen eines Haushalts lag bei 60.069 USD. Das Pro-Kopf-Einkommen betrug 27.903 USD. 3,8 Prozent der Einwohner lebten unterhalb der Armutsgrenze.